# Песколюбка
Песколю́бка, или Песколюб, или Аммофила (лат. Ammóphila) — род многолетних травянистых растений семейства Злаки, или Мятликовые (Poaceae).

## Ботаническое описание

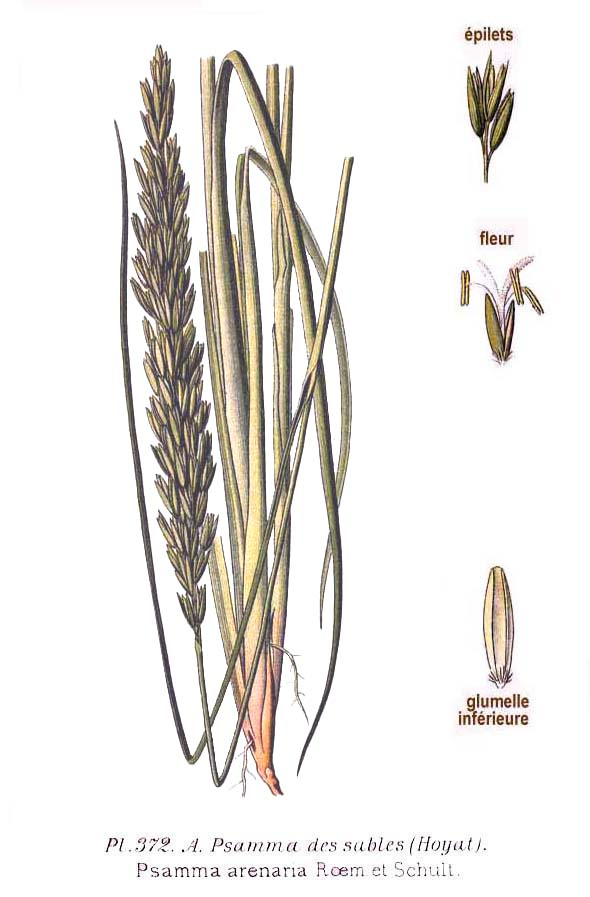
Песколюбка песчаная (Ammophila arenaria).

Многолетние травянистые растения. Корневище длинное, ветвистое. Стебель до 1 м высотой. Колоски одноцветковые. Соцветие — метёлка.

## Таксономия
Род Песколюбка включает 4 вида:
- Ammophila arenaria (L.) Link — Песколюбка песчаная
- Ammophila breviligulata Fernald
- Ammophila champlainensis F.Seym.
- Ammophila pallida (J.Presl) Fritsch